# 椙田圭輔
椙田 圭輔（すぎた けいすけ、1980年12月22日 - ）はXリーグでプレーした元アメリカンフットボールプレイヤー。ポジションはQB。身長173cm、体重75kg。

## 経歴
東京都北区生まれ、北海道標津郡標津町育ち。
標津小学校・標津中学校時代は、スピードスケート選手大菅小百合と同級生。立命館慶祥高等学校にてアメリカンフットボール部に入部。高校時代はQB、TE、SS、P、RETを兼任。
立命館大学政策科学部環境開発コース専攻入学と同時に立命館大学パンサーズに入部。大学4年生時、関西学院大学戦に怪我で負傷退場した高田鉄男に代わりQBを務め、チームを勝利に導き一躍脚光をあびる。甲子園ボウルMVP、立命館大学史上初のライスボウル（日本選手権）制覇時のメンバーの1人。
2003年、アサヒ飲料チャレンジャーズに入団。高いセンスは見せるが、長らく桂雄史郎の控えに甘んじていた。その後は2008年から入団した有馬隼人のバックアップを務める。
2009年シーズンからはDBに転向し、試合出場の機会を得る。2010年シーズンでは2009年から引き続きDBをしていたが、秋のシーズンが始まりエースQBが2戦目に負傷した為、QBに戻る。4戦目のアズワンブラックイーグルス戦で先発出場し、パス獲得ヤード100ヤード以上獲得。5戦目の松下電工戦では先に2本のTDを先行される苦しい試合展開の中、試合終了直前に自らのランによるTDにて一時は逆転を演出するなど活躍したがオーバータイムの末試合には敗れた。セカンドステージ1回戦の明治安田パイレーツ戦でも試合終了30秒前に逆転TDパスを成功。セカンドステージ2回戦の鹿島DEERS戦では敗れはしたものの200ydを超えるPASS成功獲得YARDを稼いだ。2013年に、IBMビッグブルーに移籍。
引退後は鳥取県米子市に本社を置く寿スピリッツに勤務し、その関連会社「純藍」の統括責任者を務めていた。2023年より地元標津町で地域創生のために合同会社しゃけを起業。未利用魚を活用した6次産業化商品『しゃけをのTHE北海道だし』をプロデュースした。2023年4月27日より発売開始。